# Мацумаэ Такахиро
Мацумаэ Такахиро (松前崇広? 10 декабря 1829 — 9 июня 1866) — японский государственный деятель конца периода Эдо, 12-й даймё Мацумаэ-хана (1849—1865).

## Биография

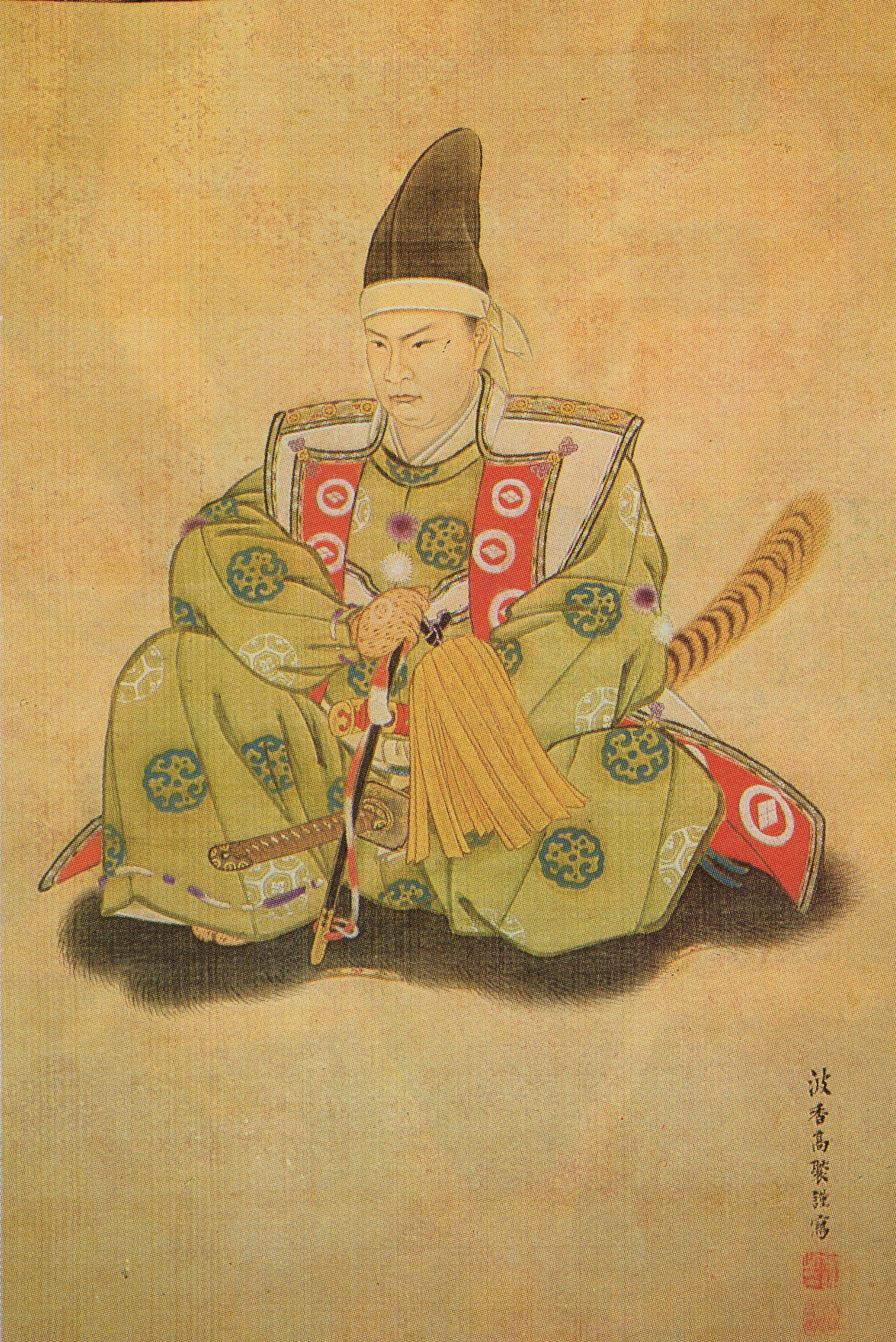
Мацумаэ Такахиро

Родился в замке Мацумаэ на острове Хоккайдо. Шестой сын Мацумаэ Акихиро (1775—1833), 9-го даймё Мацумаэ-хана (1792—1799, 1821—1833). В детстве носил имя Тамэкити. В 1833 году после смерти отца он в возрасте четырёх лет был отправлен в родовое имение в Эдо. Его образование включало изучение английского языка.
В 1849 году 11-й даймё Мацумаэ Масахиро (1839—1849) отказался от власти в пользу своего дяди Такахиро (1849—1865). В том же 1849 году Мацумаэ Такахиро получил от сёгунского правительства (бакуфу) распоряжение о строительстве крепости в своих владениях. В 1854 году даймё Мацумаэ впервые официально получил право на обладание собственным замком.
В 1855 году из-за открытия для международной торговли японских портов, в том числе и на Эдзо, сёгунское правительство вновь взяло под своё прямое управление территорию Хоккайдо, оставив князю Мацумаэ лишь небольшую часть острова. Взамен ему предоставили земли в провинциях Муцу (уезд Датэ) и Дэва (уезд Мурояма), которые приносили доход в размере 30 тыс. коку. Помимо того, Мацумаэ Такахиро выплачивалась ежегодная компенсация в размере 18 тыс. рё.
В апреле 1863 года тодзама-даймё Мацумаэ Такахиро был назначен главой ведомства храмов и святилищ в сёгунском правительстве, но в августе того же года его отправили в отставку. В июле 1864 года он получил должность главы ведомства флота и армии. В ноябре того же года Мацумаэ Такахиро был удостоен ранга родзю (старшего государственного советника). В том же месяце ему возвратили часть земель на острове Эдзо (территорию от Кумаиси до Сириути), но взамен сократили размер его ежегодной компенсации на 700 рё.
Открытие порта Хёго для международной торговли в 1865 году вызвало недовольство императорского двора в Киото. Ответственность за открытие порта была возложена на Мацумаэ Такахиро, а также на Абэ Масато, который тоже был выходцем из северо-восточной части Японии. Они были сняты с должностей и лишены ранга родзю. Мацумаэ Такахиро было приказано удалиться в своё княжество. В том же 1865 году Такахиро отказался от власти в своём домене в пользу своего племянника и приемного сына Норихиро (1844—1869), который стал 13-м даймё Мацумаэ-хана.
В июне 1866 года 36-летний Мацумаэ Такахиро, заболевший лихорадкой, скончался в своём замке Мацумаэ на Хоккайдо. Через несколько лет после смерти Такахиро его внук Нагахиро (1865—1905) ходатайствовал перед императорским двором о помиловании, которое было предоставлено вместе с восстановлением всей чинов и званий.